# Соту де Мора, Эдуарду
Эдуарду Элизиу Машаду Соту ди Мора (порт. Eduardo Elísio Machado Souto de Moura; 25 июля 1952 года, Порту, Португалия) — португальский архитектор, обладатель Прицкеровской премии 2011 года и премии Вольфа в области искусства (2013).

## Биография
Родился в 1952 году в Порту. Изучал архитектуру в Школе изящных искусств Университета Порту и получил диплом в 1980 году. В 1974—1979 годах работал в бюро известного португальского архитектора Алвару Сизы, на дочери которого женат. С 1981 по 1990 год Моура преподавал в своём родном университете — Университете Порту.

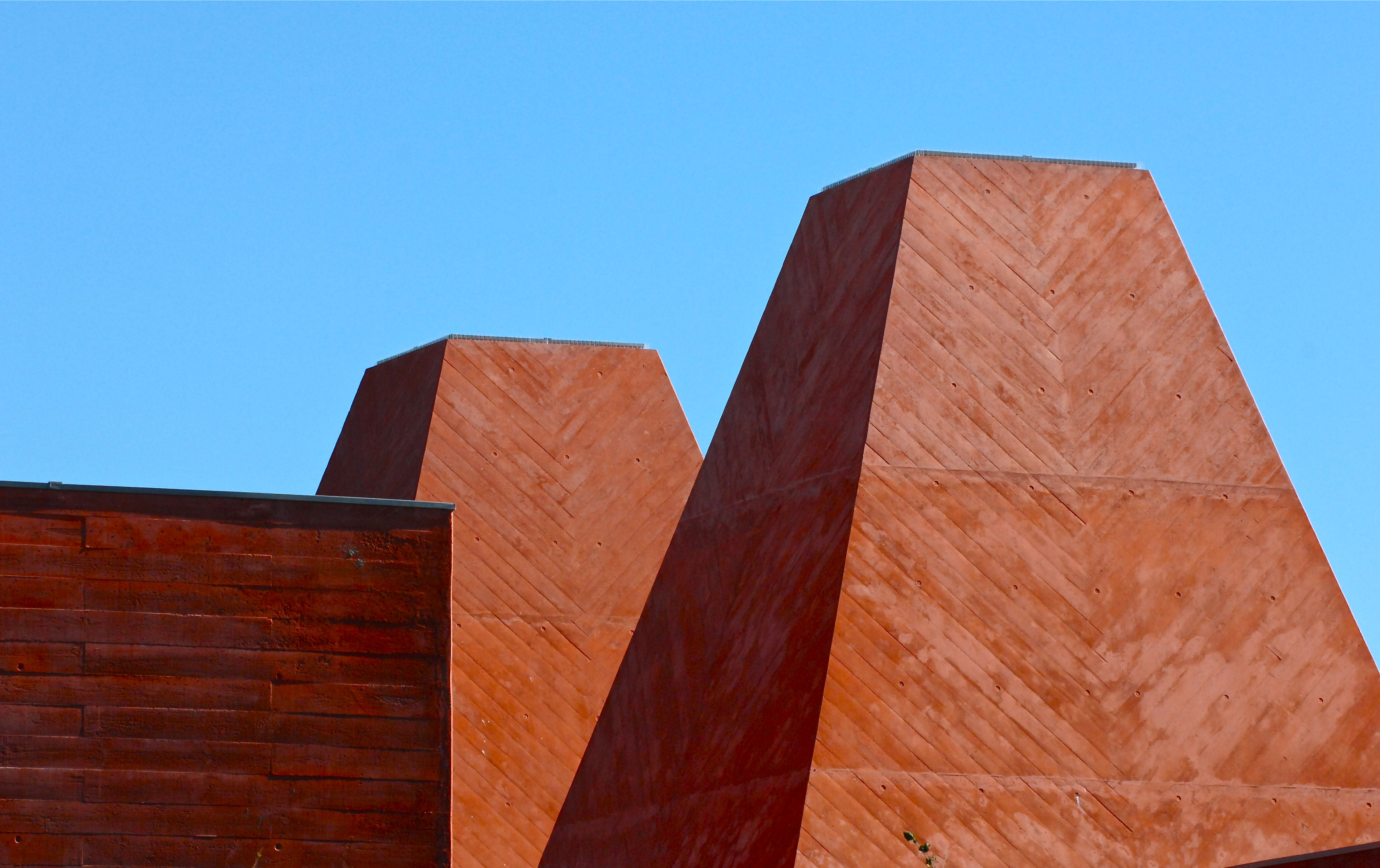
Музей Паулы Регу, Кашкайш

Жюри Притцкеровской премии, одной из самых престижных архитектурных премий мира, отметило способность архитектора сочетать в своих работах такие противоречивые характеристики, как «мощь и сдержанность, бравада и нежность». В числе проектов Мора, упомянутых жюри, был стадион в португальском городе Браге, «встроенный» в скалу, а также здание музея Паулы Регу — так называемого «Дома историй», одними из составных элементов которого являются две пирамиды.

## Известные работы
- 2003 — Муниципальный стадион в Браге
- 2004 — Метрополитен Порту
- 2005 — Галерея «Серпентайн» в Лондоне, совместно с Алвару Сизой
- 2009 — Музей Паулы Регу
- 2010—2011 — Крематорий в Кортрейке, Бельгия

## Фотографии

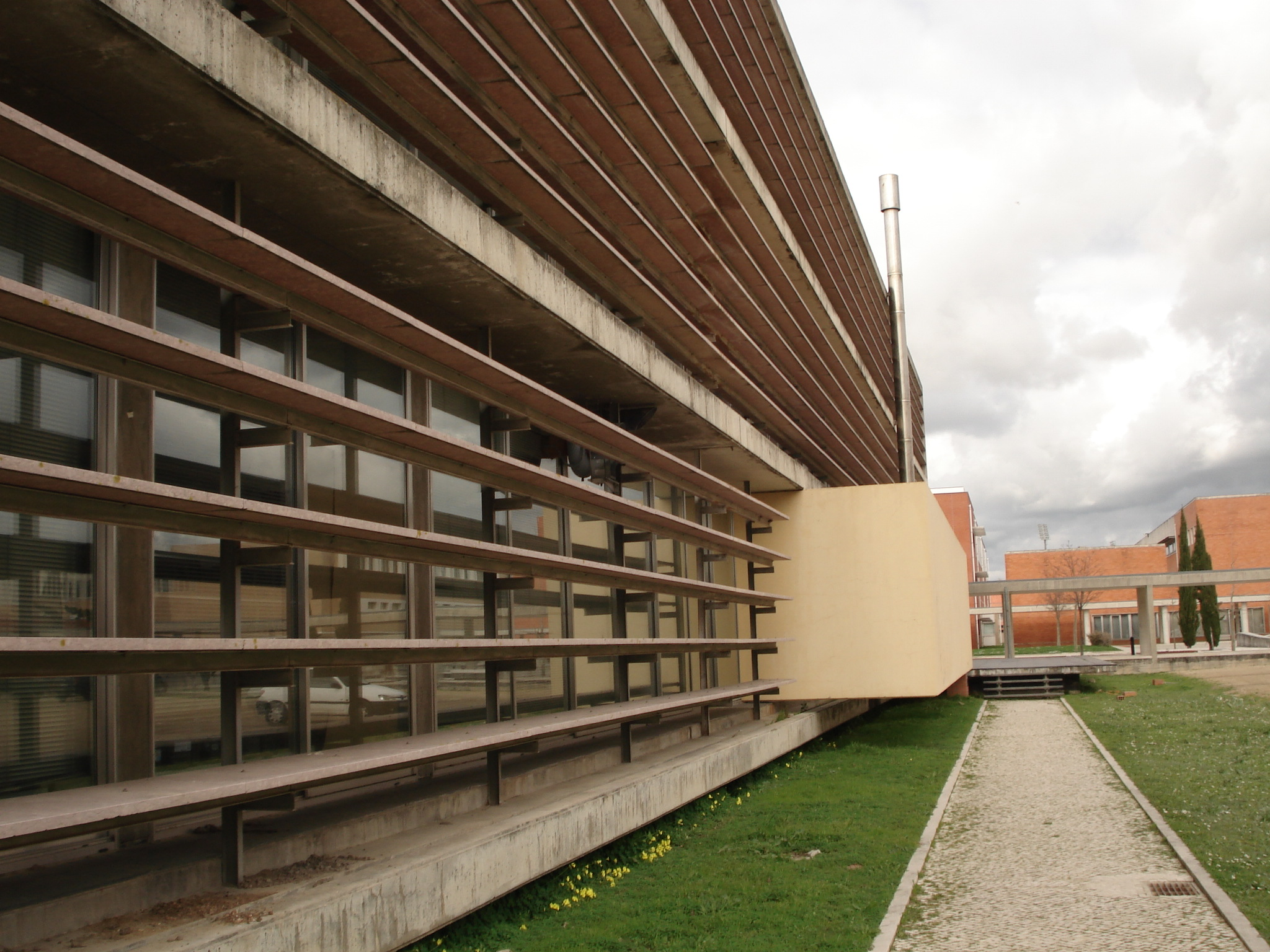
Университет Авейру (факультет наук про Землю)
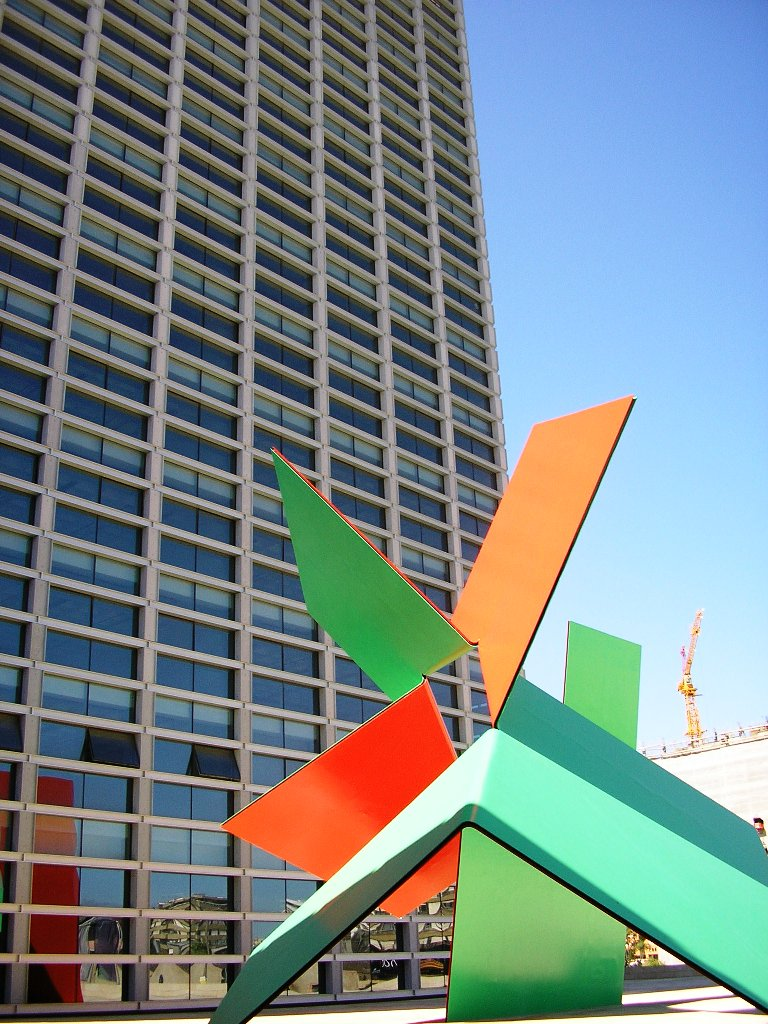
Burgo Empreendimento, Порту
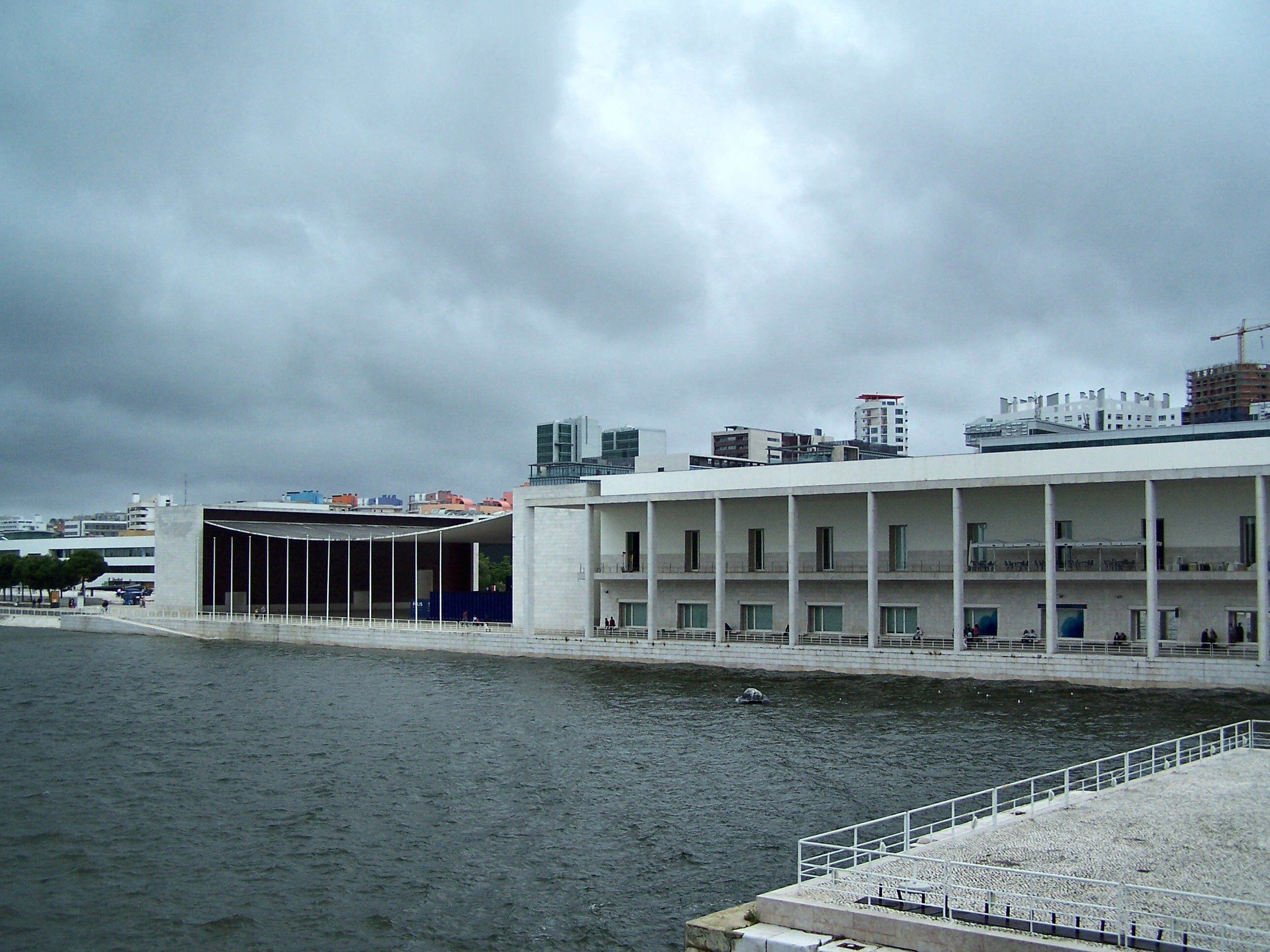
Павильон Португалии на Экспо-98 (порт.)
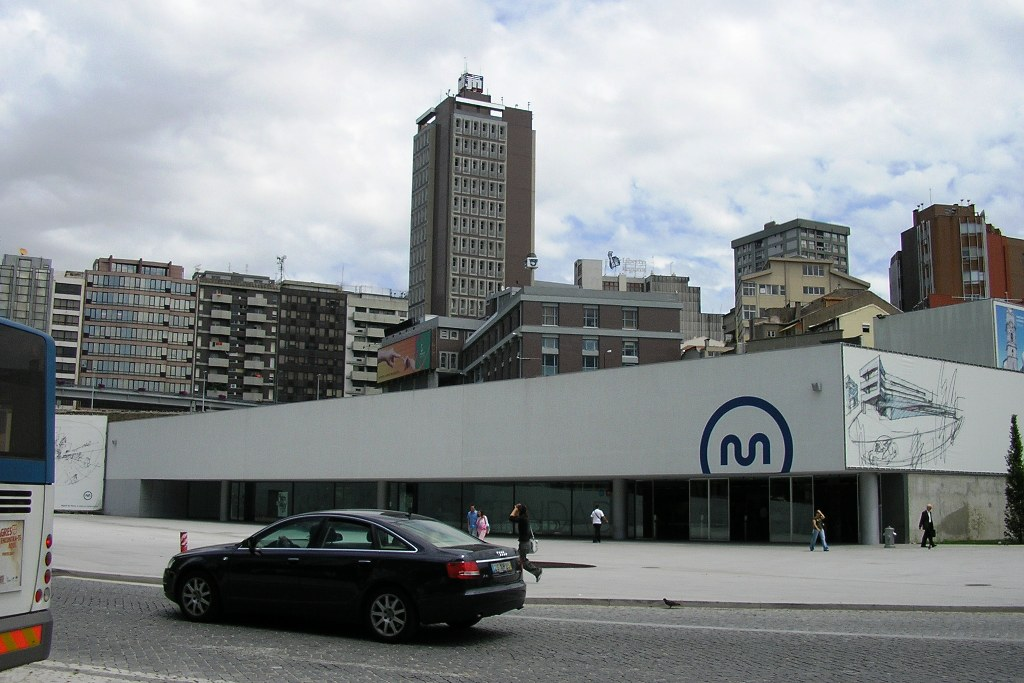
Надземный павильон станции Триндади, метрополитен Порту
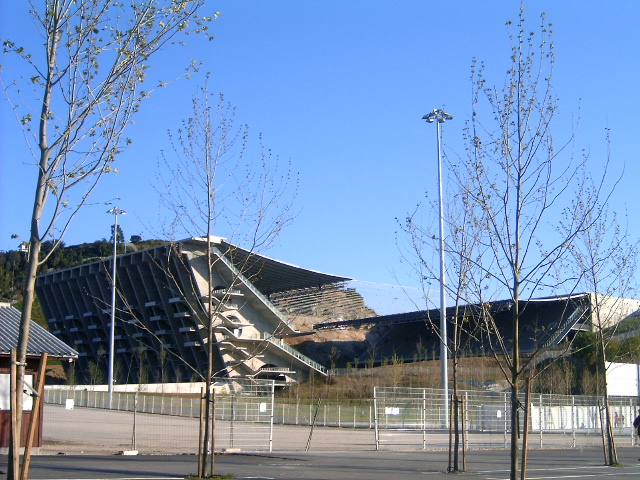
Муниципальный стадион в Браге
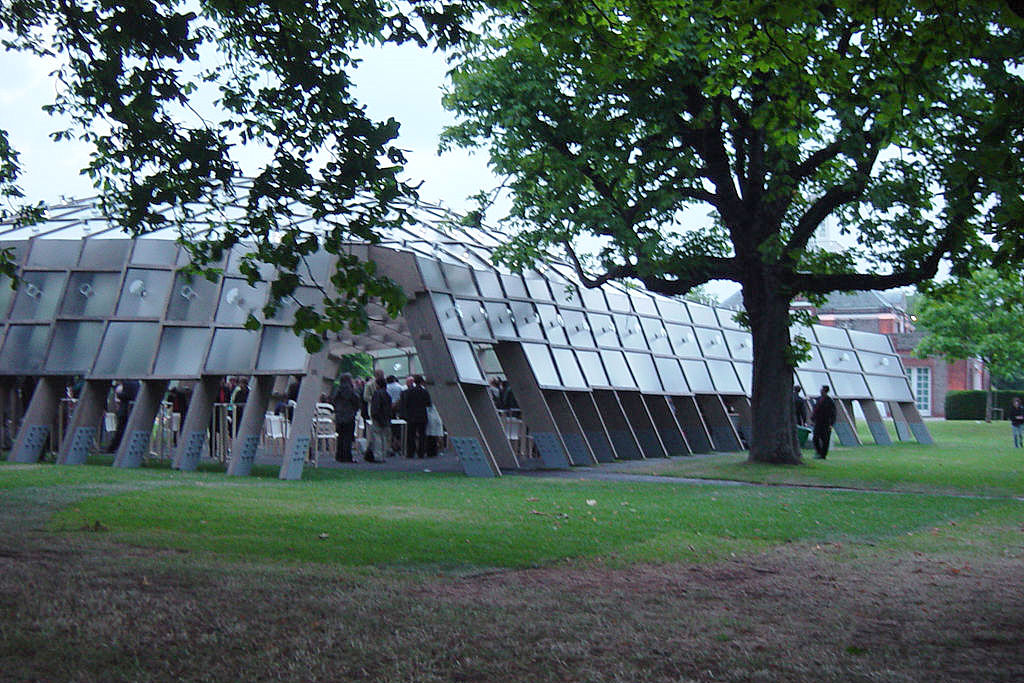
Павильон галереи «Серпентайн», Лондон